# Trà sữa Miến Điện
Trà sữa Miến Điện (tiếng Miến Điện: လက်ဖက်ရည်, n.đ. 'trà lỏng') là một loại thức uống được làm từ trà có nguồn gốc xuất xứ ở Myanmar, theo truyền thống được làm bằng trà đen và sữa (thường là sữa đặc và sữa bay hơi). Chúng thường được tiêu thụ tại các quán trà như một món ăn kèm với các món ăn khác như món chiên Miến Điện và món ăn nhẹ Miến Điện.

## Lịch sử

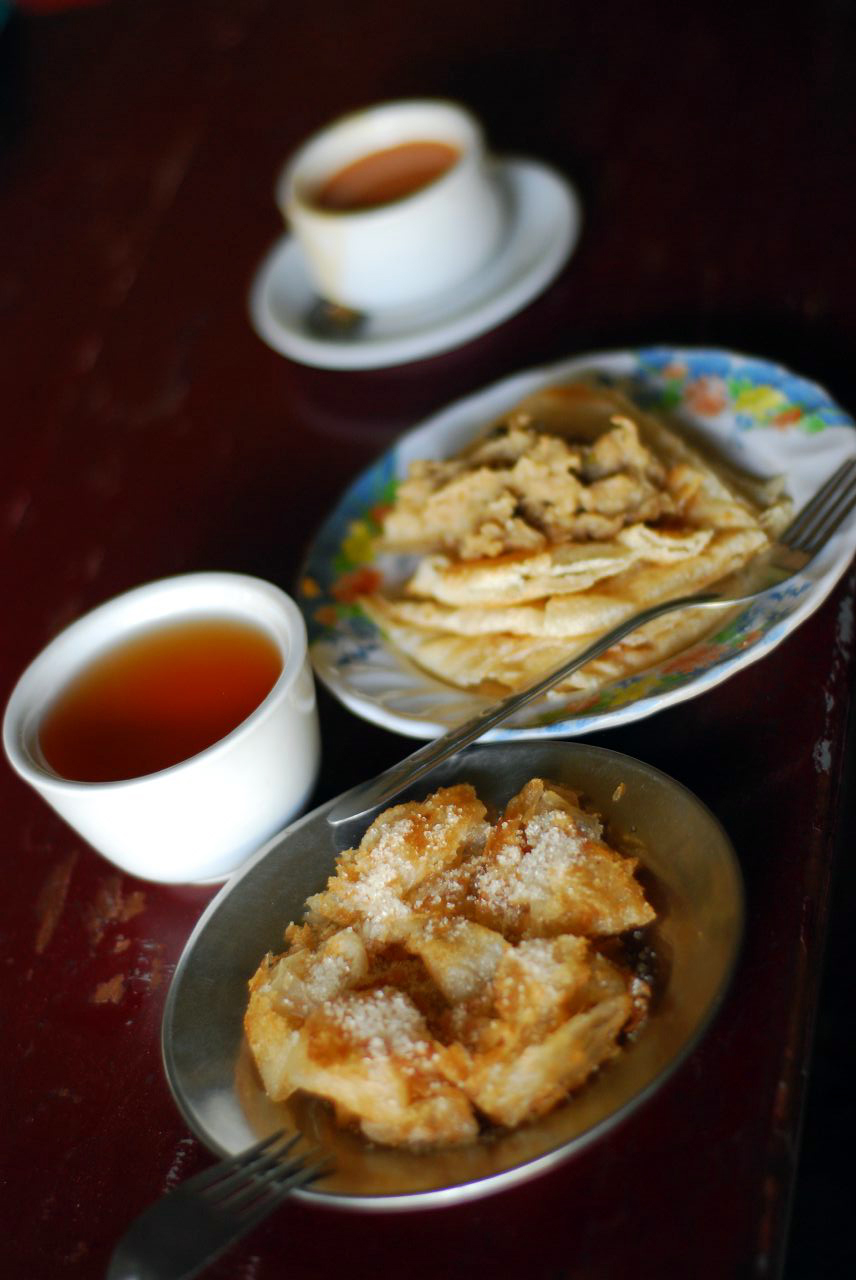
Palata được phục vụ với trà xanh và trà sữa tại một quán trà Miến Điện

Myanmar có một nền văn hóa trà lâu đời, bắt nguồn từ lịch sử trồng trà lâu đời ở một khu vực mà ngày nay được gọi là Thượng Miến. Vào thời tiền thuộc địa, mọi người chủ yếu uống trà xanh, thứ vẫn tiếp tục là đồ uống chủ đạo tại các quán trà cũng như các nhà hàng Miến Điện truyền thống.

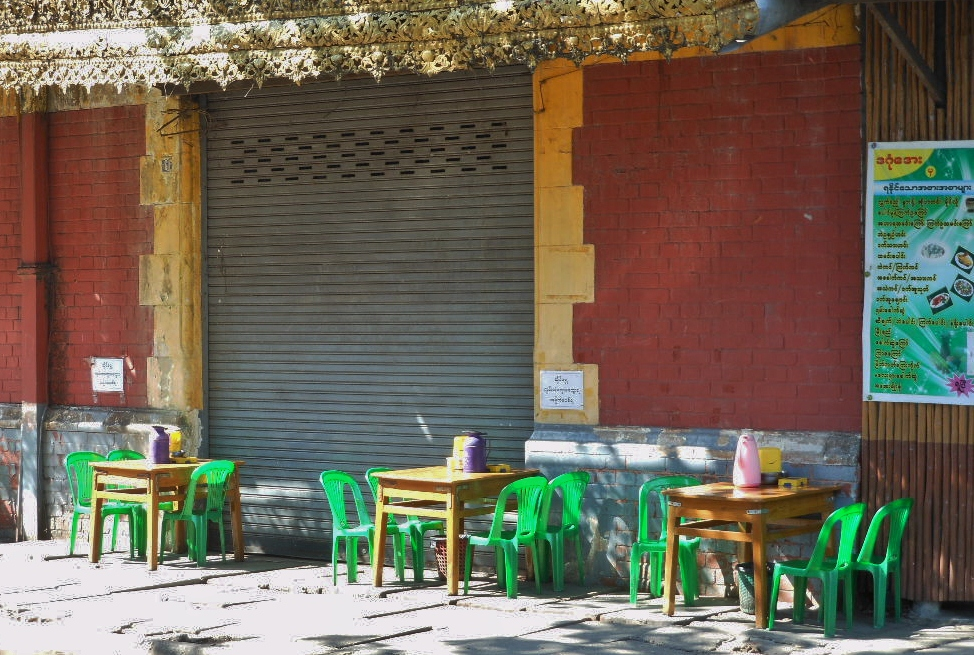
Một quán trà ở trung tâm thành phố Yangon với những bộ bàn ghế thấp trên vỉa hè

Trong thời kỳ Miến Điện thuộc Anh, Miến Điện đã trở thành một phần của vương quốc Raj thuộc Anh. Từ cuối những năm 1800 trở đi, những người Ấn Độ di cư đã đổ xô đến các thành phố lớn, nơi họ thành lập các cửa hàng tổng hợp có tên là kaka hsaing, nơi cung cấp trà sữa và cuối cùng phát triển thành các quán trà. Trà sữa được pha chế từ trà được ủ kỹ, sữa tươi hấp và đường, tương tự như trà sữa Ấn Độ.

## Nguyên liệu

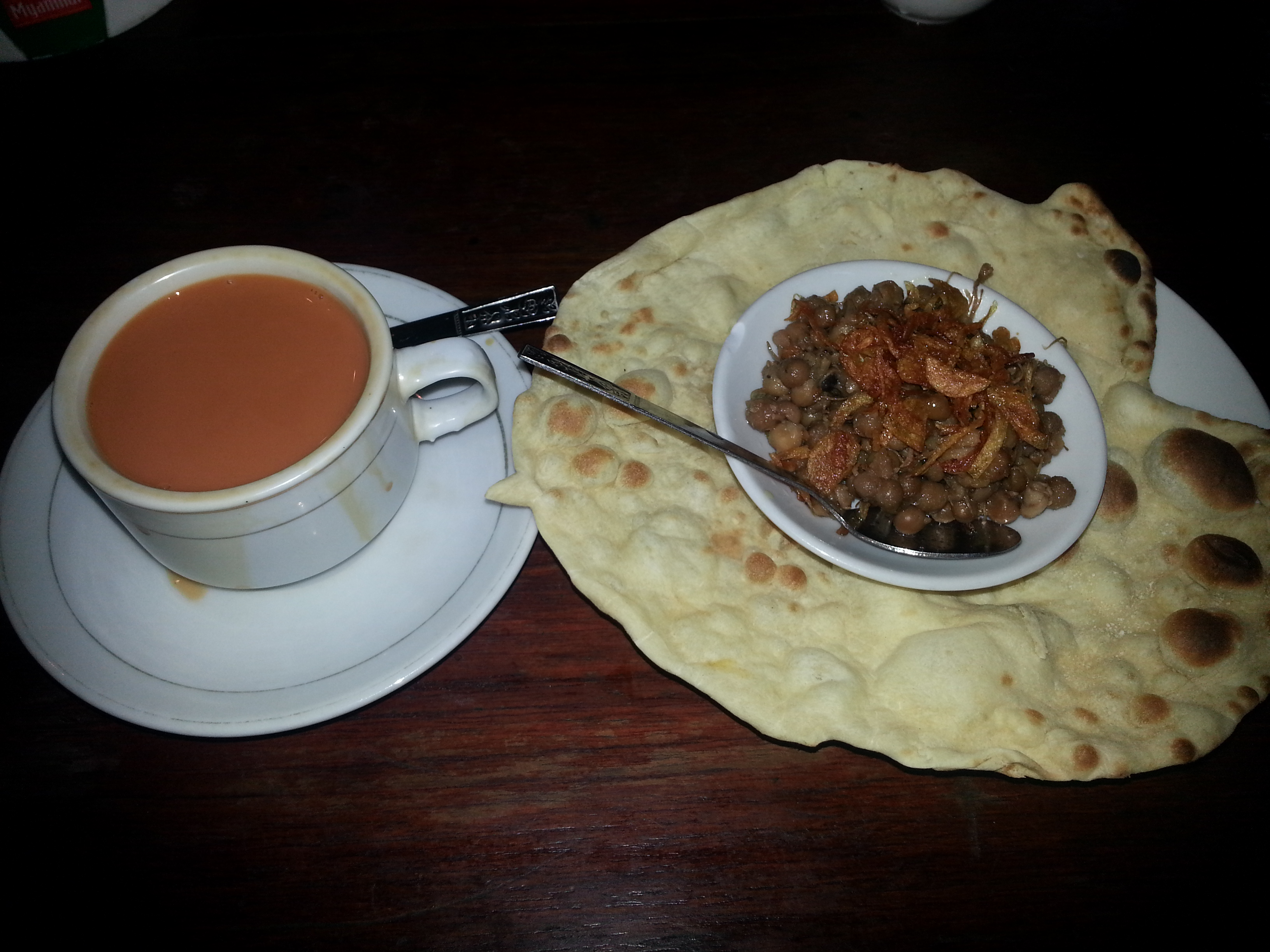
Trà sữa Miến Điện dùng kèm naan và đậu Hà Lan hấp, tạo ra một món ăn nhẹ phổ biến trong bữa trà

Trà sữa Miến Điện được làm từ lá trà đen ủ kỹ, được gọi là akya yay (အကျရည်) hoặc aphan yay (အဖန်ရည်), sữa bay hơi và sữa đặc, tương tự như trà sữa Hồng Kông. Sữa tươi, kem (được gọi là "malai" trong tiếng Miến Điện) và đường mía cũng được tùy ý thêm vào hoặc thay thế.

## Chuẩn bị
Trà sữa Miến Điện được làm ra bằng cách ủ kỹ lá trà đen, đun sôi trong nước với một chút muối, thường từ 15 đến 30 phút. Sau đó, bã trà được kết hợp với sữa bay hơi và sữa cô đặc, rồi 'kéo' theo cách tương tự như teh tarik, nhằm tạo ra một lớp bọt và làm mát thức uống này.

## Biến thể

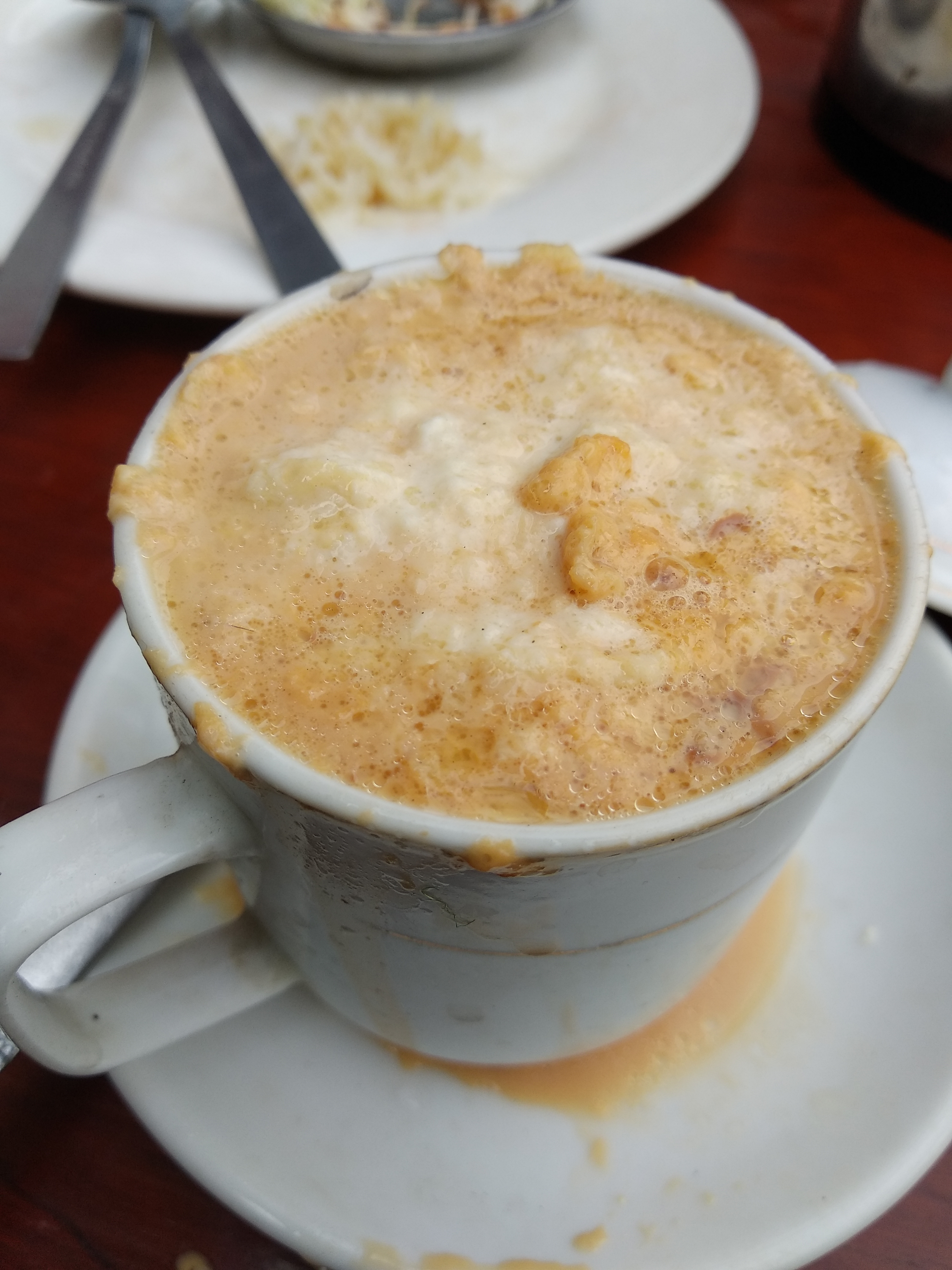
Một cốc 'trà Ceylon'

Theo truyền thống, trà sữa Miến Điện được làm theo đơn đặt hàng, dựa trên tỷ lệ trà và sữa tùy chỉnh theo sở thích cá nhân. Có hơn hai chục loại và người gọi đồ thường sử dụng các chữ viết tắt tốc ký khi gọi món. Các loại trà sữa có thể được phân loại rộng rãi dựa trên độ se, độ đậm đà và vị ngọt.

### Truyền thống
Loại truyền thống được gọi là pon hman (ပုံမှန်), tỷ lệ 5:1:1 đối với trà, sữa bay hơi và sữa đặc. Một số từ viết tắt tốc ký phổ biến bao gồm 'trà Ceylon' (စီလုံတီး) và 'no zein ti' (နို့စိမ်းတီး).

### Se
Các loại trà se được gọi là a-phan (အဖန်) hoặc kya kya (ကျကျ), thường được tăng cường bằng cách giảm lượng sữa đặc và sữa bay hơi, và/hoặc tăng lượng trà đen. Trà đen pha đậm đặc không có sữa được gọi là 'gate sone' (ဂိတ်ဆုံး, n.đ. 'điểm dừng cuối cùng').

### Đậm
Các loại trà đậm được gọi là a-seint' (အဆိမ့်), thường được làm đậm bằng nhiều sữa bay hơi hơn so với loại truyền thống. Các cách viết tắt phổ biến bao gồm 'kya seint', 'paw seint' và 'cho seint.'

### Ngọt
Các loại trà ngọt được gọi là a-cho (အချို), thường được làm ngọt bằng nhiều sữa đặc hơn so với loại truyền thống. Các cách viết tắt phổ biến bao gồm 'cho kya', 'cho pyit' và 'cho paw.' Một cách viết tắt phổ biến khác, 'Kyaukpadaung' (ကျောက်ပန်းတောင်း) dùng để chỉ một loại trà sữa ngọt nhưng có vị se với ít sữa bay hơi hơn.